# Anderson Hills
Die Anderson Hills sind eine unregelmäßige Gruppe von Hügeln, Bergrücken und -gipfeln im westantarktischen Queen Elizabeth Land. Sie ragen zwischen dem Mackin Table und den Thomas Hills in der Patuxent Range der Pensacola Mountains auf. 
Das Advisory Committee on Antarctic Names benannte sie auf Vorschlag des Polarforschers Finn Ronne nach Robert B. Anderson (1910–1989), der als stellvertretender US-Verteidigungsminister von 1954 bis 1955 mitverantwortlich war für die Unternehmungen der Vereinigten Staaten in Antarktika.